# Шестигранники

Шестигра́нник (или гексаэдр, от  греч. ἕξ — шесть и ἕδρα – основание, грань) — многогранник с шестью гранями.
Существует 10 топологических типов шестигранников, из которых 3 последних существуют только в невыпуклом варианте.
Правильный шестигранник — куб.
| Название                | Изображение | Вершин | Рёбер | Граней | Тип граней                                        |
| ----------------------- | ----------- | ------ | ----- | ------ | ------------------------------------------------- |
| Куб и сходные с ним     |             | 8      | 12    | 6      | 6 четырёхугольников                               |
| Тригональная бипирамида |             | 5      | 9     | 6      | 6 треугольников                                   |
| Тетрагональный антиклин |             | 6      | 10    | 6      | 2 четырёхугольника 4 треугольника                 |
| ?                       |             | 7      | 11    | 6      | 4 четырёхугольника 2 треугольника                 |
| Пятиугольная пирамида   |             | 6      | 10    | 6      | 1 пятиугольник 5 треугольников                    |
| ?                       |             | 7      | 11    | 6      | 1 пятиугольник 2 четырёхугольника 3 треугольника  |
| ?                       |             | 8      | 12    | 6      | 2 пятиугольника 2 четырёхугольника 2 треугольника |
| ?                       |             | 6      | 10    | 6      | 2 четырёхугольника 4 треугольника                 |
| ?                       |             | 7      | 11    | 6      | 2 пятиугольника 4 треугольника                    |
| ?                       |             | 8      | 12    | 6      | 2 шестиугольника 4 треугольника                   |

## Кубообразные шестигранники
6 граней, 12 вершин, 8 углов.
|     |                              |                |          |                              |                                   |
| Куб | Прямоугольный параллелепипед | Параллелепипед | Ромбоэдр | Косой треугольный трапецоэдр | Четырёхгранная усечённая пирамида |